# Château de Sotteville
Le château de Sotteville ou manoir de Sotteville est une demeure, de la fin du XVIe ou du début du XVIIe siècle, qui se dresse sur le territoire de la commune française de Sotteville dans le département de la Manche, en région Normandie. L'édifice est partiellement protégé au titre des monuments historiques.

## Localisation
Le château est situé, en contrebas de la route D 650, entre Benoistville et Virandeville, à 1 kilomètre au nord de l'église Saint-Pierre, sur la rive gauche de la Divette, sur la commune de Sotteville, et à 5 kilomètres au nord-est des Pieux, dans le département français de la Manche.

## Historique
Au Moyen Âge, le domaine seigneurial de Sotteville comprenait deux fiefs nobles : le fief de Sotteville qui relevait de la baronnie de Bricquebec et de la châtellenie d'Olonde, et le fief du Buisson relevant de la baronnie de Bricquebec, et sera réuni au premier en 1643.
Les plus anciens seigneurs connus du lieu sont les La Haye Sotteville, originaires de Valognes, et dont plusieurs membres furent nommés capitaines du château de Valognes, et un Jehan de La Haye, seigneur de Sotteville, fonda, en 1380, la chapelle sud de l'église.
Au XVe siècle, la seigneurie de Sotteville passe à la famille Le Marchand à la suite du mariage, en 1475, d'Anne de La Haye avec Ferrand Le Marchand, qui dès le 6 mars 1490, la revend à Jean Durevie, bourgeois de Valognes, qui sera anobli en 1518. C'est cette famille qui fera construire le nouveau château.
Il se dit qu'au XIXe siècle, on voyait encore les vestiges de l'ancien château féodal : des fossés et un pont-levis. La queue de l'étang pourrait être un reste des anciennes douves.

### Château actuel
Le château de Sotteville ou manoir de Sotteville, est élevé vers la fin du XVIe siècle, probablement entre 1593 et 1610, sur les fondations d'une demeure qui daterait du haut Moyen Âge, par la famille Durevie, Gauthier Durevie ou un de ses proches, en possession du fief local depuis 1490, et qui en font leur résidence ordinaire. L'inscription gravée sur la cloche du clocheton central est « [baptis]ée Roberde par damoiselle Roberde de Cabourg, femme de noble homme Robert Durevie, sieur de Sotteville, en l'an 1610 », est une indication.
En 1700, Anne Durevie fait passer, à la suite de son mariage, la seigneurie de Sotteville dans la famille de Beaudrap de la Prunerie
Jean-Bonaventure de Beaudrap, qui réside d'abord dans son hôtel de Valognes, abandonne le titre de la Prunerie pour celui de Sotteville. C'est peut être lui, qui en 1773, qui fait prolonger au nord le corps central du château où il va habiter. Il meurt le 16 août 1776 et sera inhumé à Sotteville. De son union avec une demoiselle Jallot de Beaumont, il a un fils, Pierre-François de Beaudrap (Valognes, 1742 - Sotteville, 1823), officier de cavalerie, qui résidera à partir de 1780 à Sotteville. Élu député de la noblesse aux États généraux de 1789 pour le bailliage de Coutances. En 1793, farouche défenseur de l'Ancien Régime et des privilèges, il est arrêté et incarcéré à Cherbourg. Libéré en 1794, il disparaît de la région, et conserve son château de Sotteville. Ses deux fils, nés de son union avec Barbe Duchemin de Claids : Charles-Camille de Beaudrap († 1808), maire de Sotteville et Charles Marie Désiré de Beaudrap (1777-1848), maire de Sotteville de 1824 à 1830 et de 1837 à 1848, lui succèdent. Julie-Marie-Hyacinthe Lefebvre d'Anneville, épouse de Charles-Camille, décèdera au château le 1er juin 1886, à l'âge de 82 ans.
Ernest de Beaudrap (1834-1880), fils de Charles, et époux de Marie Françoise de Trimond, succède à son frère Alfred à la mairie de Sotteville de 1860 à 1880. Son fils Henri de Beaudrap (Sotteville, 1873 - Marseille, 1953), médecin, époux en 1898 de Thérèse Lucas de Couville (1877-1941), sera maire de Sotteville et conseiller général du canton des Pieux de 1900 à 1919.
À la fin du XIXe ou au début du XXe siècle, Henri de Beaudrap avec l'aide de l'architecte cherbourgeois Eugène Gutelle, père (1829-1905), remanie profondément le château. Ils rehaussent la partie nord d'un étage et ajoutent dans l'angle nord une poivrière. La cage d'escalier en granit est agrandie et la cheminée monumentale datant de la Renaissance située dans la salle à manger est rehaussée de couleurs avec les armoiries et initiales de son commanditaire : « H » pour Henri. Des revers de fortune le contraignent à vendre en 1920 son bien ; les bâtiments et les terres sont alors morcelés et les meubles dispersés. le château et la ferme cessent d'avoir le même propriétaire.
Le château est ensuite la possession de Marcel Grillard, puis de Mmes Barrault, et en 1933 du colonel d'artillerie Fromageot.
Le 18 juin 1940, la 7e Panzerdivision de Rommel arrivée aux portes de Cherbourg est bloquée au pont de Martinvast. Le feldmarschall regagne son QG qui vient de s'installer dans le château, qu'a déserté son propriétaire le colonel Fromageot. En 1942 la demeure est acheté par Mme Marie Joseph Couraye du Parc (1915-2006), qui épouse, en mai 1943, Jean Jacques de la Huppe de Larturière (1910-1994). D'octobre 1943 à juin 1944, le château abrite le QG du régiment d'artillerie côtière allemande couvrant le secteur de Cherbourg à Carteret, et à la fin on y stocke les archives de la Kommandantur de Cherbourg. Rommel y revient en mai 1944. Les Allemands l'évacuent peu avant l'arrivée de la 243e division américaine en juin 1944 et occupent à leur tour la demeure, puis, les soldats français encore un an après l'armistice.
C'est au château que meurt, le 28 février 1972 Henry Marie Gontran Lechanteur de Pontaumont, artiste peintre né à Teurthéville-Hague, et deux ans plus tard son épouse Gustavie Eugénie Rose Marie Alviset de Maisières, qui avaient dû vendre leur château de Saint-Pair et avait été pris en charge par leurs cousins de Larturière vivant au château de Sotteville.
Depuis 1997, le château est la propriété de la SCI familiale Jean-Jacques de Larturière dont la gérante Laure de Larturière a été maire de Sotteville de 2008 à 2014.

## Description
Le château eut à souffrir de l'Occupation qui causa d'importants dégâts aux planchers, plafonds, tentures et revêtement, ainsi qu'aux toitures. La tempête du 15 au 16 octobre 1987 occasionna quant à elle d'importants dégâts dans le parc, où des arbres plus que centenaires furent déracinés, et abîma toutes les toitures.
On accède à la demeure au bout d'une longue allée rectiligne bordée de chênes et de hêtres.
Le château de la fin du XVIe ou du début du XVIIe siècle, avec sa très haute façade en grès armoricain et granit, se présente sous la forme d'un long corps central, haut de deux étages sur rez-de-chaussée, aux larges fenêtres encadré de deux pavillons médiévaux latéraux et d'un pavillon du XIXe siècle au nord-est, flanqué d'une tourelle en encorbellement coiffée en poivrière. Il est caractéristique du style de l'époque et à rapprocher de plusieurs autres châteaux de l'école cotentinaise. Le plan initial comportait quatre pavillons d'angle encadrant un grand corps central comme à Chiffrevast. Seuls ceux du sud-est et du sud-ouest furent construits, ceux du nord étaient peut-être prévus,.
L'ensemble est remanié à la fin du XVIIIe siècle, probablement en 1773, avec la prolongation du corps central au nord par l'ajout d'un pavillon de plan carré, sans décrochement, dans le style du XVIIe siècle, avec toiture en croupe et remploi de frontons triangulaires et lucarnes de la fin XVIe et la reprise de meneaux disparus au XVIIIe siècle.
Les fenêtres à meneaux sans mouluration de section carrée, surmontées de frontons triangulaires, les lucarnes doubles en plein cintre sous frontons triangulaires et des bandeaux horizontaux prolongeant les appuis ou les linteaux de fenêtres, lui donnent un style typique du Cotentin. Sur une des cheminées, on peut voir un cadran solaire, et sur le faîte du toit un clocheton à cheval avec sa cloche datée de 1610.
Les châteaux de Sotteville, de Chiffrevast, de Crosville et de Saint-Martin-le-Hébert présentent une certaine analogie tant du point de vue architectural que décoratif, qui laisse penser que ces constructions « monumentales » appartiennent à une même école architecturale dite « école cotentinaise », couvrant la fin du XVIe et le début du XVIIe siècle.
Les communs avec leur couverture en schiste local (boulangerie, écuries, colombiers, grange, chapelle) qui encadrent la cour d'honneur datent de la fin du XVIe siècle. Ceux situés à droite de la cour sont sur rez-de-chaussée, avec des lucarnes doubles à frontons curvilignes. À l'intérieur de l'ancienne boulangerie, les voûtes reposent sur de solides colonnes. L'entrée du cellier a la particularité d'avoir un chambranle de pierre en arrondi (« coule tourné »), épousant ainsi la forme des tonneaux de cidre que l'on y stockes.
La chapelle, dédiée à la Sainte Vierge, était desservie par des chapelains particuliers. Elle comportait autrefois un petit clocheton et une croix sur le faîtage. La porte d'entrée donnant sur la cour est surmontée d'un linteau en accolade décoré de pinacles flamboyants et la fenêtre gothique du chevet a été percée vers 1905.
Le parc, doté d'une grande pièce d'eau, est redessiné à l'anglaise vers 1899. L'étang est alimenté ainsi qu'un ancien et immense lavoir par un petit ruisseau, qui se perd plus bas dans la Divette. On a placé sur la pelouse un canon de marine daté de 1812 provenant de l'arsenal de Cherbourg.

## Protection
Au titre des monuments historiques :
- les façades et toitures du château, à l'exclusion de celles du pavillon nord-est et les façades et toitures des communs sont inscrits par arrêté du 12 octobre 1964 ;
- les façades et toitures de la ferme et le parc, tel qu'il est délimité sur le plan annexé à l'arrêté, comprenant le système hydraulique (lavoir, pièce d'eau et canal), le jardin potager et ses murs de clôture, les jardins en terrasses et leur serre, les avenues de face et de l’église sont inscrits par arrêté du 21 décembre 2000 ;
- le corps de logis du château est inscrit par arrêté du 13 février 2002 ;
- les trois cheminées de la cuisine, de la salle des gardes et de la salle à manger ; les deux colombiers et la boulangerie, en totalité et les façades et les toitures des communs entourant la cour d'honneur, y compris celles de la grange attenante au colombier nord sont classés par arrêté du 13 février 2002.

## Visite
Le château est une propriété privée. Seuls les extérieurs sont ouverts à la visite les après-midi, sauf le dimanche, de juillet à septembre.